# Чемпионат Израиля по русским шашкам среди мужчин
Чемпионат Израиля по русским шашкам среди мужчин — ежегодное соревнование по шашкам, проводимое Федерацией шашек Израиля. Многократным чемпионом страны является Константин Савченко.

## Призёры
| Дата | Золото                             | Серебро              | Бронза                                   |
| 2006 | Константин Савченко                | Илья Померанец       | Борис Капелюшников                       |
| 2007 | Константин Савченко                | Илья Померанец       | Алекс Шварцман                           |
| 2008 | Константин Савченко Илья Гринблат  | ---                  |                                          |
| 2009 | Константин Савченко Алекс Шварцман | ---                  | Борис Капелюшников                       |
| 2010 | Константин Савченко                |                      |                                          |
| 2011 | Константин Савченко                | Илья Померанец       | Виктор Чечиков                           |
| 2012 | Константин Савченко                | Дмитрий Ганопольский | Виктор Чечиков                           |
| 2013 | Виктор Чечиков                     | Константин Савченко  | Борис Капелюшников                       |
| 2014 | Константин Савченко (8)            | Дмитрий Ганопольский | Юрий Кириллов                            |
| 2015 | Юрий Кириллов                      |                      |                                          |
| 2016 | Юрий Кириллов                      | Виктор Чечиков       | Алекс Шварцман                           |
| 2017 | Михаил Альшанецкий                 | Дмитрий Ганопольский | Юрий Кириллов                            |
| 2018 | Юрий Кириллов Сергей Чаусовский    | —                    | Роман Колесников                         |
| 2019 | Дмитрий Ганопольский               | Юрий Кириллов        | Сергей Чаусовский                        |
| 2023 | Юрий Кириллов Дмитрий Ганопольский | —                    | Сергей Чаусовский                        |
| 2024 | Юрий Кириллов Сергей Чаусовский    | —                    | Дмитрий Ганопольский Григорий Гетманский |
| 2025 | Дмитрий Ганопольский               | Юрий Кириллов        | Сергей Чаусовский                        |